# Coniopteryx westwoodii
Coniopteryx westwoodii là một loài côn trùng trong họ Coniopterygidae thuộc bộ Neuroptera. Loài này được Fitch miêu tả năm 1855.